# ناتالي بابين
ناتالي بابان (بالفرنسية: Nathalie Papin)، كاتبة مسرحية فرنسية ولدت في روساي (مين-إي-لوار). وهي كاتبة معاصرة من رواد الأدب، وخاصة مجال الأدب المسرحي للشباب.
تم نشر جميع مسرحياتها في طبعات L'École des Loisirs. فازت بالجائزة الكبرى لأدب الشباب الدرامي سنة 2016 التي تمنحها ARTCENA - المركز الوطني لفنون السيرك والشوارع والمسرح عن مسرحيتها Léonie et Noélie نيولياي ونويلي.

## عمل فني
المسرح
- عندما أبلغ من العمر ألف سنة ، أد. مدرسة الترفيه ، 2017
- The Guardian of Shadows ، محرر. مدرسة الترفيه ، 2017
- عقد ، إد. الفضاء 34 ، 2016
- Léonie و Noélie ، محرر. مدرسة الترفيه ، 2015
- إشعال النار بالخشب الرطب ، إد. مدرسة الترفيه ، 2015
- A ، Z والنقطة الصغيرة ، أد. الفضاء 34 ، العمل الجماعي ، 2015
- واحد ، اثنان ، الملوك ، أد. مدرسة الترفيه ، 2012
- لدغة الحمار ، أد. مدرسة الترفيه ، 2008
- 120 رحلة المجنون ، أد. العمل المسرحي الجماعي [1]
- حياكة الحي ، غير منشورة ، 2007
- L'Epargné (e) ، غير منشورة ، 2007
- من يضحك سيرى ، إد. مدرسة الترفيه ، 2006
- الأشكال الصغيرة: ساكن الدرج ، لو بارتاج ، أد. مدرسة الترفيه ، 2002
- كامينو ، أد. مدرسة الترفيه ، 2002.
- أرض العدم ، أد. مدرسة الترفيه ، 2002
- Yolé tam gué ، ed. مدرسة الترفيه ، 2001
- نداء الجسر ، أد. مدرسة الترفيه ، 1999
- الوقوف ، أد. مدرسة الترفيه ، 1999
- أكل لي إد. مدرسة الترفيه ، 1996

## جوائز
- جائزة ASTEJ سويسرا 2002 عن Le Pays de rien .
- جائزة مكتبة أرماند جاتي لكامينو .سنة 2004
- الجائزة الكبرى للأدب المسرحي للشباب لعام 2016 عن Léonie و Noélie .

### فهرس
- اكتب للمسرح. مقابلة مع ناتالي بابين كلودين هرفويت
- مراجعة لكتب الأطفال مقال نشر في الصفحات من 116 إلى 118 عدد 223 - 2005
- ذخيرة نقدية للمسرح المعاصر للشباب من تأليف ماري برنانوس المجلد 1 والمجلد 2

### روابط خارجية
- بورتريه في Seinemaritime.ne
- </br>| ضبط استنادي | ضبط استنادي                                                                                 |
| ----------- | ------------------------------------------------------------------------------------------- |
| دولية       | - الاسم المعياري الدولي (ISNI) - ملف الضبط الاستنادي الافتراضي الدَّولي (VIAF)                |
| وطنية       | - مكتبة الكونغرس (LCNAF) - المكتبة الوطنية الفرنسية (BnF) - المكتبة الملكية البلجيكية (KBR) |
| أخرى        | - النظام الجامعي للتوثيق (IdRef)                                                            |
- </link>